# Halterofilia en los Juegos Asiáticos
La halterofilia en los Juegos Asiáticos se ha disputado desde su primera edición en 1951 en Nueva Deli y excepto en la edición de 1962 ha estado en todas las ediciones de los juegos por formar parte del programa deportivo de los Juegos Olímpicos.
China es el país que lidera el medallero histórico y ha sido el máximo ganador de medallas en cada edición de los Juegos Asiáticos desde 1982.

## Ediciones
| Edición | Año  | Ciudad Sede | País Sede     | Campeón         |
| ------- | ---- | ----------- | ------------- | --------------- |
| I       | 1951 | New Delhi   | India         | Irán            |
| II      | 1954 | Manila      | Filipinas     | Corea del Sur   |
| III     | 1958 | Tokio       | Japón         | Irán            |
| V       | 1966 | Bangkok     | Tailandia     | Irán            |
| VI      | 1970 | Bangkok     | Tailandia     | Japón           |
| VII     | 1974 | Tehran      | Irán          | Irán            |
| VIII    | 1978 | Bangkok     | Tailandia     | Corea del Norte |
| IX      | 1982 | New Delhi   | India         | China           |
| X       | 1986 | Seoul       | Corea del Sur | China           |
| XI      | 1990 | Beijing     | China         | China           |
| XII     | 1994 | Hiroshima   | Japón         | China           |
| XIII    | 1998 | Bangkok     | Tailandia     | China           |
| XIV     | 2002 | Busan       | Corea del Sur | China           |
| XV      | 2006 | Doha        | Catar         | China           |
| XVI     | 2010 | Guangzhou   | China         | China           |
| XVII    | 2014 | Incheon     | Corea del Sur | China           |

## Medallero
| #     | País               | Oro | Plata | Bronce | Total |
| ----- | ------------------ | --- | ----- | ------ | ----- |
| 1     | China              | 81  | 35    | 12     | 128   |
| 2     | Irán               | 31  | 29    | 19     | 79    |
| 3     | Corea del Sur      | 31  | 26    | 29     | 86    |
| 4     | Japón              | 23  | 19    | 28     | 70    |
| 5     | Corea del Norte    | 14  | 23    | 18     | 55    |
| 6     | Kazajistán         | 12  | 9     | 8      | 29    |
| 7     | República de China | 3   | 10    | 17     | 30    |
| 8     | Birmania           | 3   | 8     | 13     | 24    |
| 9     | Siria              | 3   | 0     | 0      | 3     |
| 10    | Tailandia          | 2   | 12    | 8      | 22    |
| 11    | Líbano             | 2   | 2     | 1      | 5     |
| 12    | Singapur           | 1   | 3     | 2      | 6     |
| 13    | Catar              | 1   | 1     | 0      | 2     |
| 14    | Turkmenistán       | 1   | 0     | 0      | 1     |
| 15    | Indonesia          | 0   | 7     | 13     | 20    |
| 16    | Irak               | 0   | 6     | 10     | 16    |
| 17    | India              | 0   | 5     | 9      | 14    |
| 18    | Filipinas          | 0   | 5     | 3      | 8     |
| 19    | Uzbekistán         | 0   | 4     | 8      | 12    |
| 20    | Vietnam            | 0   | 2     | 0      | 2     |
| 21    | Israel             | 0   | 1     | 4      | 5     |
| 22    | Pakistán           | 0   | 1     | 3      | 4     |
| 23    | Hong Kong          | 0   | 0     | 1      | 1     |
| 23    | Kirguistán         | 0   | 0     | 1      | 1     |
| 23    | Malasia            | 0   | 0     | 1      | 1     |
| Total | Total              | 208 | 208   | 208    | 624   |